# توماس جيروم هودنر جونيور
توماس جيروم هودنر جونيور (بالإنجليزية: Thomas Jerome Hudner Jr.) (31 أغسطس 1924 - 13 نوفمبر 2017)؛ ضابط طيار بحري في البحرية الأمريكية. صعد إلى رتبة نقيب، وحصل على وسام الشرف عن أفعاله في محاولته إنقاذ حياة الطيار إنساين جيسي إل براون، خلال معركة خزان تشوسين في الحرب الكورية.
ولد هودنر في مدينة فال ريفر بولاية ماساتشوستس. في البداية لم يكن مهتمًا بالطيران، إلى أن انضم إلى أكاديمية فيليبس والأكاديمية البحرية الأمريكية، وحلّق في طائرة F4U Corsair عند اندلاع الحرب الكورية في أكتوبر 1950، حيث طار في بعثات دعم من حاملة الطائرات USS Leyte.
في 4 ديسمبر 1950، كان هودنر وبراون من بين مجموعة من الطيارين في دورية بالقرب من خزان Chosin عندما تعرضا إلى نيران أرضية من القوات الصينية وتحطمت طائرتهما على جبل ثلجي. وجرت عدة محاولات إلى إنقاذهما وعلى الرغم من هذه الجهود، توفي براون متأثرا بجراحه، ونجا هودنر خلال عملية الإخلاء لكنه أصيب خلال عملية الهبوط.
بعد الحادث شغل هودنر مواقع على متن العديد من سفن البحرية الأمريكية ومع عدد من وحدات الطيران، ومسؤول تنفيذي في USS Kitty Hawk خلال حرب فيتنام، قبل التقاعد في عام 1973. في السنوات اللاحقة، عمل لدى العديد من منظمات المحاربين القدامى في الولايات المتحدة.

## النشأة والتعليم
ولد هودنر في 31 أغسطس 1924 في فال ريفر، ماساتشوستس. كان والده توماس هودنر رجل أعمال من أصل أيرلندي يدير سلسلة من متاجر البقالة وهي أسواق هودنر.  كما كان لديه ثلاثة أخوة وهم سميوا جيمس وريتشارد وفيليب. 
دخل هودنر أكاديمية فيليبس المرموقة في أندوفر، ماساتشوستس، عام 1939. كان لعائلته تاريخ طويل في الأكاديمية، حيث تخرج والده عام 1911 . كما إلتحق اخوته بالأكاديمية وهم أطفال صغار جيمس عام 1944، وريتشارد عام 1946، وفيليب عام 1954. خلال فترة وجوده في المدرسة الثانوي، كان توماس نشطًا في العديد من المنظمات، حيث عمل كقائد فريق في المدرسة وكذلك عضوًا في كرة القدم، وشغل منصب ضابط الصف، وعضو مجلس الطلاب. 

## المسار المهني والوظيفي

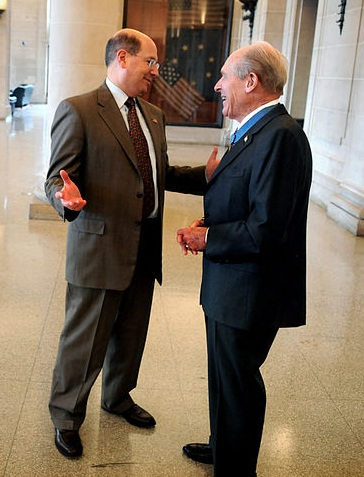
هودنر (يمين) يتحدث مع وزير البحرية دونالد سي وينتر في الأكاديمية البحرية الأمريكية في ديسمبر 2008.

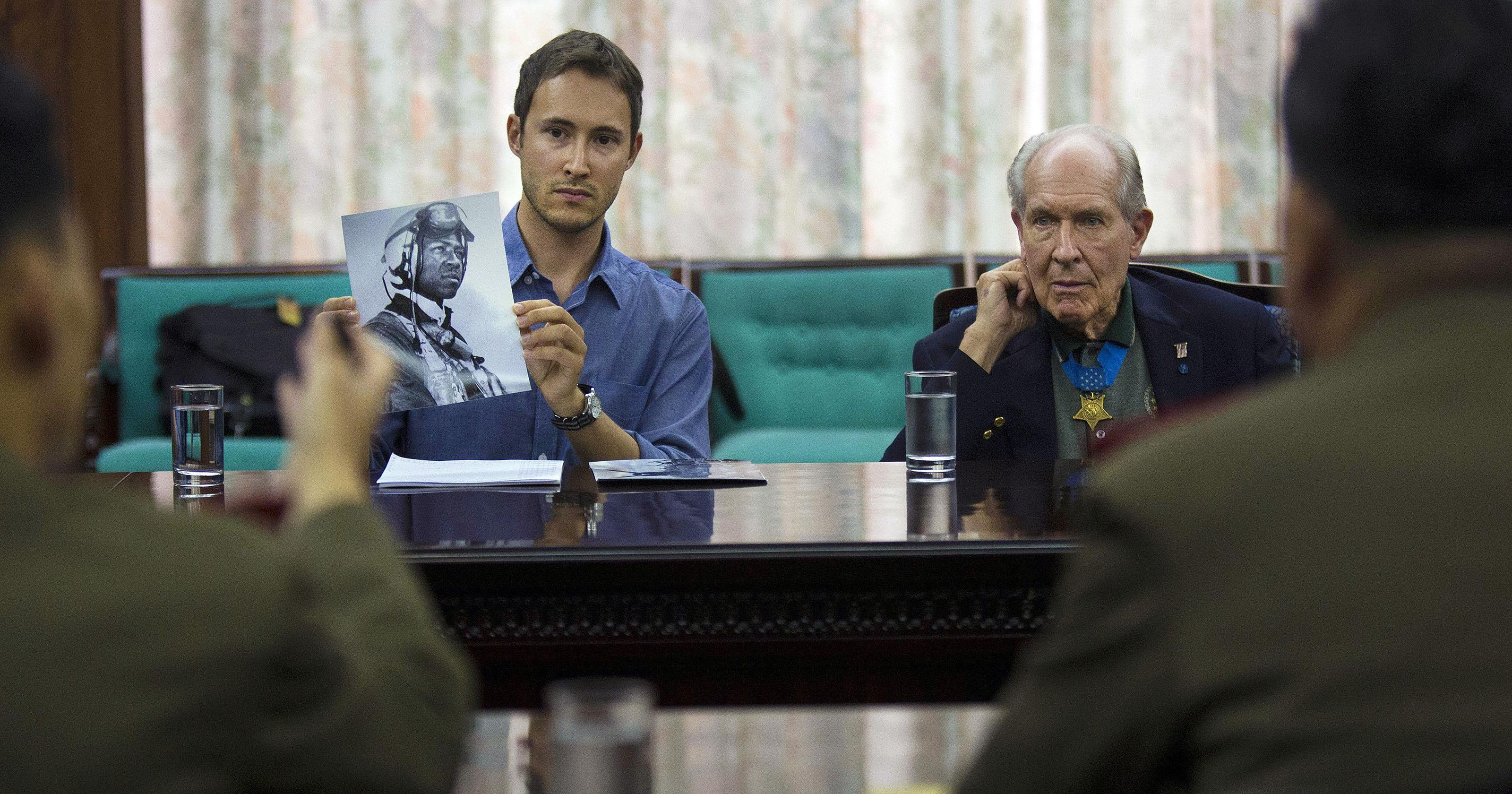
الكاتب آدم ماكوس يتفاوض مع المسؤولين الكوريين الشماليين لاستعادة جيسي إل براون. كان ماكوس مؤلف سيرة حياة الرجلين التي نشرت في عام 2015.

بعد الهجوم على بيرل هاربور ودخول الولايات المتحدة إلى الحرب العالمية الثانية، استمع هودنر إلى خطاب لمدير الأكاديمية كلود فويس وألهمه للانضمام إلى الجيش.
دخل الأكاديمية البحرية الأمريكية في أنابوليس، ماريلاند، في عام 1943 وتخرج في عام 1946.    حضر هودنر الأكاديمية البحرية مع عدد من زملائه البارزين بما في ذلك مارفن جيه بيكر، وجيمس بي ستوكديل، وجيمي كارتر، وستانسفيلد تورنر. 
بعد التخرج، عمل هودنر كمسؤول اتصالات على متن العديد من السفن.  خلال سنواته الأولى في الجيش قال هودنر إنه ليس لديه مصلحة في الطائرات. بعد خدمة لمدة عام واحد على متن سفينة USS Helena التي كانت تعمل قبالة سواحل تايوان، انتقل إلى وظيفة ضابط اتصالات في قاعدة بيرل هاربور البحرية حيث عمل لمدة عام ثاني.  بحلول عام 1948 أصبح هودنر مهتمًا بالطيران وتقدم بطلب إلى مدرسة الطيران حيث اعتبرها «تحديًا جديدًا». تم قبوله في محطة بنساكولا الجوية البحرية في بينساكولا بولاية فلوريدا، حيث أنهى التدريب الأساسي على الطيران، وتم نقله إلى المحطة الجوية البحرية كوربوس كريستي في تكساس، حيث أنهى رحلة تدريب المتقدم كطيار بحري في أغسطس 1949.  قاد هودنر على متن حاملة الطائرات يو إس إس ليتي طائرة F4U كورسير. . 

في 4 ديسمبر 1950، كان هودنر جزءًا من رحلة مكونة من ست طائرات تدعم القوات البرية التابعة لقوات مشاة البحرية الأمريكية التي حوصرتها القوات الصينية.  في الساعة 13:38، أقلع مع الضابط التنفيذي للسرب اللفتنانت جورج هدسون، واللفتنانت جونيور بيل كونيج، والملازم رالف إي ماكوين، وأول طيار بحري أمريكي أفريقي  إنساين جيسي ل.براون الذي كان طيار جناح هودنر.   

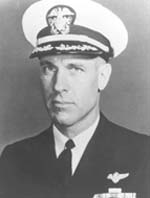
هودنر في وقت لاحق من حياته المهنية

## الجوائز والأوسمة
|                                                                           |                                                              |                                                                                |
| A light blue military ribbon with five white stars with five points each. | A purple military ribbon with a thick white line at each end | A red military ribbon with a thin blue and white line running down the center. |
| Gold star                                                                 |                                                              |                                                                                |
|                                                                           |                                                              |                                                                                |
|                                                                           | Bronze star                                                  | Bronze star · Bronze star                                                      |
| Bronze star                                                               |                                                              |                                                                                |
|                                                                           |                                                              |                                                                                |

| شارة        | شارة الطيار البحري                  | شارة الطيار البحري                                    | شارة الطيار البحري                         |
| 1strow      | وسام الشرف                          | وسام الاستحقاق                                        | ميدالية النجم البرونزي                     |
| الصف الثاني | ميدالية جوية مع نجمة ذهبية واحدة    | وسام إشادة سلاح البحرية والبحرية                      | استشهاد الوحدة الرئاسية                    |
| الصف الثالث | إشادة الوحدة البحرية                | ميدالية الحملة الأمريكية                              | ميدالية انتصار الحرب العالمية الثانية      |
| الصف الرابع | وسام خدمة الاحتلال البحري           | ميدالية خدمة الدفاع الوطني مع نجمة خدمة برونزية واحدة | وسام الخدمة الكوري بنجمتين للخدمة          |
| الصف الخامس | ميدالية فيتنام الخدمة مع نجم الخدمة | صليب جالانتري فيتنام بالنخيل                          | استشهاد الوحدة الرئاسية الكورية            |
| الصف السادس | ميدالية الأمم المتحدة الكورية       | ميدالية حملة فيتنام                                   | ميدالية خدمة الحرب الكورية [السفلى ألفا 2] |

## روابط خارجية
- Thomas Hudner discusses his Medal of Honor action.
- لقطات تاريخية لتوماس هودنر يتلقى وسام الشرف من الرئيس هاري ترومان.
- مقابلة في متحف ومكتبة بريتزكر العسكرية
- توماس جيروم هودنر جونيور على موقع فايند أغريف